# Andrew Reynolds
Andrew Reynolds (Lakeland, Florida, 1978. június 6. –) amerikai gördeszkás. Ő a tulajdonosa a Baker skateboards-nak és a Brigada szemüvegeknek. Jelenleg 8 pro modell fűzödik a nevéhez, ami a cipőket illeti. Becenevei Drew, The Boss, Waldo.

## Élete
Reynolds 9 éves kora óta gördeszkázik, 1998-ban elnyerte a Trasher Skater Of The Year díját. Jelenleg Hollywood-ban él lányával, Stellával. Az Emerica nevű gördeszkás csapatnak is tagja, mely 2010. augusztus 18-án mutatta be a Stay Gold című filmet.  1998-ban még a Birdhouse tagja, majd 1999-ben alapította a Baker skateboards-t.  A krisztusi korban lévő Andrew Reynolds nyerte meg a 2011-es  Maloof Money Cup 160 000 dolláros főnyereményét, amely az Egyesült Államok fővárosában, Washington DC-ben került megrendezésre.

## Fordítás
- Ez a szócikk részben vagy egészben  az   Andrew Reynolds (skateboarder) című angol Wikipédia-szócikk fordításán alapul.  Az eredeti cikk szerkesztőit annak laptörténete sorolja fel. Ez a jelzés csupán a megfogalmazás eredetét és a szerzői jogokat jelzi, nem szolgál a cikkben szereplő információk forrásmegjelöléseként.